# Oswald Lutz
Oswald Lutz (6 de noviembre de 1876 - 26 de febrero de 1944) fue un General der Infanterie del Heer, quien supervisó la motorización del Ejército alemán a finales de la década de 1920 y principios de la década de 1930 como inspector de transporte de tropas en vehículos, tropas motorizadas y tropas Panzer de la Wehrmacht entre 1929 y 1938.

## Biografía
Nacido en Öhringen, Lutz se unió al Ejército bávaro como oficial cadete en 1894 y fue comisionado como Leutnant en el 1.º Batallón de Ingenieros Bávaro en 1896. Después del servicio en el Ejército Imperial Alemán en la I Guerra Mundial, fue retenido en el Reichswehr, en el que atendió al rango de oberstleutnant en 1923 y oberst en 1928.
El 1 de abril de 1931, Lutz fue seleccionado Inspector de las Tropas Motorizadas de Transporte. Promovido a Generalmajor, Oberstleutnant Heinz Guderian fue elegido su jefe de Estado Mayor y el Major Walter Nehring más tarde se unió al personal. Ambos hombres serían influyentes en el establecimiento de la Panzerwaffe. Lutz continuó con la supervisión de la motorización del ejército y fue promovido a Generalleutnant el 1 de febrero de 1933. Dos años y medio más tarde, fue promovido de nuevo a General der Panzertruppe y fue hecho comandante del Mando de Tropas Panzer. Sin embargo, perdió a Guderian como su jefe de Estado Mayor; se le dio el mando de una división panzer. El reemplazo de Guderian, Friedrich Paulus, no era efectivo y el impulso al desarrollo de las Panzerwaffe se ralentizó ya que Lutz era mucho menos enérgico.
Lutz se retiró del servicio activo en febrero de 1938 después de perder el favor de Adolf Hitler. Durante la II Guerra Mundial fue reintegrado al servicio activo y elegido el 22 de septiembre de 1941 para encabezar una unidad especial menor antes de retirarse de nuevo el 31 de mayo de 1942. Murió en Múnich en 1944 a la edad de 67 años.

## Carrera militar – Ascensos
- Fahnenjunker (Cadete) – 3 de julio de 1894
- Leutnant (Teniente) – 27 de febrero de 1896
- Oberleutnant (Teniente Primero) – Fecha desconocida
- Hauptmann (Capitán) – Fecha desconocida
- Major (Mayor) – Fecha desconocida
- Oberstleutnant (Teniente Coronel) – 1 de enero de 1923
- Oberst (Coronel) – 1 de enero de 1928
- Generalmajor (Mayor General) – 1 de abril de 1931
- Generalleutnant (Teniente General) – 1 de febrero de 1933
- General der Infanterie (General de Infantería) – 1 de noviembre de 1935
- Retiro del servicio activo – 28 de febrero de 1938
- Reintegrado al servicio activo – 22 de septiembre de 1941.

## Condecoraciones
- Bayerische Militärverdienstorden IV Klasse mit Schwerten und Krone – Orden Militar al Mérito IV Clase con Espadas y Corona (Reino Baviera)
- Bayerische Militärverdienstorden IV Klasse mit Schwerten – Orden Militar al Mérito IV Clase con Espadas (Reino de Baviera)
- Ritterkreuz I. Klasse der Sächsischer Albrechts-Orden mit Schwerten –  Cruz de Caballero de 2.ª Clase con Espadas de la Orden de Alberto (Reino Sajonia)
- Ritterkreuz I. Klasse der Württembergische Friedrich-Orden mit Schwerten – Cruz de Caballero de 1.ª Clase con Espadas de la Orden de Federico (Reino de Württemberg)
- Anhaltische Friedrichs-Kreuz 1914 – Cruz de Federico de 1914 (Ducado de Anhalt)
- Bareisches Dienstauszeichnungskreuz II. Klasse – Cruz de Servicio de 2.ª Clase (Reino de Baviera)
- Eisernes Kreuz (1914) II. Klasse – Cruz de Hierro de 2.ª Clase de 1914 (Reino Prusia)
- Eisernes Kreuz (1914) I. Klasse – Cruz de Hierro de 1.ª Clase de 1914 (Reino Prusia)
- Ehrenkreuz für Frontkämpfer 1914-1918 – Cruz de Honor para los combatientes del Frente de 1914-1918 (Alemania)
- Dienstauszeichnung der Wehrmacht IV.Klasse, 4 Jahre – Premio de la Wehrmacht de 4.ª Clase por 4 años de Servicios (Alemania)
- Dienstauszeichnung der Wehrmacht III. Klasse, 12 Jahre – Premio de la Wehrmacht de 3.ª Clase por 12 años de Servicios  (Alemania)